# Randfleck-Kleinspanner
Der Randfleck-Kleinspanner (Scopula marginepunctata), auch Graugesprenkelter Kleinspanner ist ein Schmetterling (Nachtfalter) aus der Familie der Spanner (Geometridae).

## Merkmale
Die Falter der Nominatunterart haben eine Flügelspannweite von 22 bis 25 Millimetern, gelegentlich wurden auch Weibchen mit einer Flügelspannweite bis 27 Millimeter beobachtet. Die folgende Generation ist meist kleiner und die Exemplare erreichen nur etwa 18 Millimeter Flügelspannweite. Grundfarbe und Flügelzeichnung variieren. Die Grundfarbe ist grauweiß bis hellbraun, wobei die Flügel unterschiedlich stark dunkel überstäubt sind. Im Tessin kommen verdunkelte Formen vor, die früher als eigene Unterart insubrica bezeichnet wurden. Die Flügelzeichnung ist dunkelgrau bis dunkelbraun, je nach Grundfarbe. Innere Querlinie und Mittelbinde sind meist wenig deutlich ausgebildet. Die Mittelbinde ist relativ breit, wenn vorhanden, aber häufig verwaschen. Die innere Querlinie ist häufig zu einer Punktreihe reduziert. Meist ist nur die äußere Querlinie deutlich entwickelt und fast immer sehr ausgeprägt gezackt, die Spitzen der Zacken zum Saumfeld hin sind häufig noch dunkler hervorgehoben. Am Vorderrand des Vorderflügels sind die Querlinien, wenn angedeutet häufig etwas verdickt. Der Vorderrand selber kann etwas dunkler als die Grundfarbe sein. Im Saumfeld sind meist vier bis fünf zahnförmige, verwaschene Flecke vorhanden, wovon die zwei vorletzten oft sehr charakteristisch nahe zusammen stehen. Die Intensität der einzelnen Querlinien kann auf Vorder- und Hinterflügel jeweils etwas unterschiedlich sein. Saumflecke sind dagegen meist vorhanden. Diskalflecke sind sowohl auf den Vorder- wie auch auf den Hinterflügeln fast immer vorhanden.
Das Ei ist länglich oval und oben abgeflacht. Es ist zunächst hellgelb gefärbt, kurz vor dem Schlüpfen der Eiraupen verfärbt es sich gefleckt rot. Die Außenseite zeigt kräftige Längsrippen, die sich mit etwas schwächeren Querrippen kreuzen.
Die Raupe ist relativ lang und schlank und wird nach vorne etwas dünner. Die Segmente sind deutlich eingeschnürt. Sie ist graugelb bis graubraun gefärbt mit einer dunklen Rückenlinie. Die Rückenlinie wird von schwarzen Punkten begleitet. Die Bauchseite ist etwas dunkler, die Stigmen schwarz gefärbt.
Puppe ist hellbraun gefärbt mit leicht grünlichen Flügelscheiden. Kopf und Hinterende sind etwas dunkler gehalten. Die Segmente sind relativ tief eingeschnürt, der Kremaster ist relativ kurz und mit Borsten besetzt.

## Vorkommen

### Verbreitung
Die Art ist in Europa von der Iberischen Halbinsel im Westen bis zum Ural im Osten weit verbreitet. Im Norden reicht das Verbreitungsgebiet bis an die Südküste Englands, die südlichen Niederlande und die deutsche Ostseeküste. In Teilen Norddeutschlands fehlt die Art allerdings. Die Art ist in isolierten Vorkommen auf Bornholm, Schonen und dem südlichen Baltikum nachgewiesen. Im Süden besiedelt sie Nordafrika von Marokko im Westen bis nach Ägypten. Von dort reicht die Verbreitung weiter über den Nahen Osten, Kleinasien, das Kaukasusgebiet, Nordiran, Zentralasien bis in die Mongolei.
In Nordafrika wird die Nominatunterart allerdings durch die Unterart Scopula marginepunctata argillacea ersetzt. Diese ist hellbraun mit verhältnismäßig schwacher Flügelzeichnung.
Im Nordiran, in Zentralasien und der Mongolei kommt die Unterart Scopula marginepunctata terrigena vor, die mit 29 Millimetern Flügelspannweite etwas größer als die Nominatunterart ist. Saumfeld und Mittelbinde sind breit und etwas dunkelbraun gefärbt.

### Lebensraum
Die Art ist xerothermophil, d. h., sie bevorzugt trockene und warme Habitate. In Mitteleuropa kommt die Art auf sandigem oder steinigem bzw. felsigem Untergrund vor. Sie besiedelt offene Habitate wie Felshänge, Heckenreihen, aufgelassene Weinberge, Steinriegel, Kalkmagerrasen und kräuterreiche Hänge (z.B, kurzrasige Schafweiden). In Mitteleuropa kommt die Art von der Ebene bis in die Mittelgebirge bis ca. 800 m vor. In den Alpen steigt sie bis auf 1800 m an, in Südeuropa bis über 2000 m und in Marokko und den zentralasiatischen Gebirgen bis 2700 m.
In Südeuropa kommt die Art fast überall und auch recht zahlreich vor.

## Phänologie und Lebensweise
Der Randfleck-Kleinspanner ist bivoltin, d. h., er bildet zwei Generationen im Jahr aus. Die Falter fliegen von Mitte Mai bis Ende Juni und von Ende Juli bis Ende September. Unter günstigen Bedingungen fliegt wohl noch eine dritte Generation. Die Falter ruhen tagsüber auf Steinen und der Vegetation. Sie sind dämmerungs- und nachtaktiv, werden von künstlichen Lichtquellen angezogen und können auch geködert werden. Sie saugen Nektar auf verschiedenen Fetthennen (Sedum).
Die Raupen sind im August (erste Generation) und von Juni bis Juli (zweite Generation) anzutreffen. Sie ernähren sich polyphag von verschiedenen krautigen Pflanzen. Als Nahrungspflanzen nachgewiesen sind Gypsophila struthium, Sand-Thymian (Thymus serpyllum), Berg-Gamander (Teucrium montanum), Oregano (Origanum vulgare), Gundermann (Glechoma hederacea), Aufrechter Ziest (Stachys recta), Beifuß Artemisia vulgaris, Gemeine Schafgarbe Achillea millefolium, Gewöhnlicher Hufeisenklee (Hippocrepis comosa), Wicken (Vicia), Kriechendes Gipskraut (Gypsophila repens), Sternmieren (Stellaria), Wegeriche (Plantago), Labkräuter (Galium), Echtes Mädesüß (Filipendula ulmaria), Kriechendes Fingerkraut (Potentilla reptans), Vogelknöterich (Polygonum aviculare), Baldrian (Valeriana) sowie einige Fetthennen-Arten, wie Weiße Fetthenne (Sedum album), Große Fetthenne (Sedum telephium) und die Felsen-Fetthenne (Sedum reflexum). In der Zucht wurden auch Löwenzahn (Taraxacum officinale), Wiesensalbei (Salvia pratensis), Gartensalat (Lactuca sativa), Gewöhnliche Vogelmiere (Stellaria media), Wiesen-Labkraut (Galium mollugo), Echtes Labkraut (Galium verum), Klee (Trifolium) und Storchschnäbel (Geranium) gefressen.

## Systematik
Die Art wurde 1781 von Johann August Ephraim Goeze als Phalaena Geometra marginepunctata erstmals wissenschaftlich beschrieben. Aufgrund der Variabilität in Grundfarbe und Zeichnung existieren noch eine ganze Reihe von Synonymen
- Phalaena Geometra coniugata Borkhausen, 1794[3]
- Phalaena aniculosata Rambur, 1829[3]
- Acidalia promutata Guenée, 1858[3]
- Acidalia apertaria Walker, 1863[3]
- Acidalia pastoraria de Joannis, 1891[3]
- Acidalia marginepunctata var. madoniata Fuchs, 1901[3]
- Acidalia marginepunctata var. britonaria Oberthür, 1917[3]
- Acidalia marginepunctata var. subatrata Wagner, 1919[3]
- Acidalia marginepunctata f. insubrica Vorbrodt, 1930[3]
- Scopula marginepunctata argillacea Reisser, 1933[3]
- Scopula marginepunctata terrigena Prout, 1935[3]

Derzeit wird die Art in drei Unterarten unterteilt: die Nominatunterart Scopula marginepunctata marginepunctata Goeze, Scopula marginepunctata terrigena Prout, 1935 (Nordiran, Zentralasien und Mongolei) und Scopula marginepunctata argillacea  Reisser, 1933 (Nordafrika; Marokko bis Tunesien). Die früher als Unterart aufgefasste Scopula marginepunctata insubrica Vorbrodt, 1930 wurde von Hausmann wieder mit der Nominatunterart vereinigt.

## Gefährdung
Die Art gilt in Deutschland als nicht gefährdet. Allerdings wird sie in Nordrhein-Westfalen und Niedersachsen in der Roten Liste der gefährdeten Arten in die Kategorie 2 (stark gefährdet) und in Thüringen in die Kategorie 3 (gefährdet) eingestuft. Im Saarland gilt sie als verschollen.